# ایلیوشین ایل-۸
ایلیوشین ایل-۸ (به انگلیسی: Ilyushin_Il-8) یک هواگرد از نوع تهاجم زمینی ساخت شرکت Voronezh Aircraft Production Association است. هواگرد آی‌ال-۸ نخستین پروازش را در ۱۰ مه ۱۹۴۳ میلادی انجام داد. در مجموع، تعداد ۳ فروند از این هواگرد ساخته شده‌است.
طراح این هواگرد، ایلیوشین بود.